# 粘德克耳
粘德克耳（学名：Ductifera pululahuana）是属于银耳目银耳科德克耳属的一种真菌，群生于阔叶林中的阔叶树朽木上。该种分布于中国、厄瓜多尔、巴西、巴拿马、古巴、印度、危地马拉、阿根廷、 哥伦比亚、哥斯达黎加、美国、智利、墨西哥等地。